# Wald südöstlich von Netra
Der Wald südöstlich von Netra liegt im nördlichen Hessen, in der Nähe der Landesgrenze zu Thüringen. Der sich in einer Talung des Muschelkalk-Plateaus des Ringgaus befindende Bereich wird durch ein Mosaik verschiedener Waldgesellschaften und von Kalk-Halbtrockenrasen geprägt. Wegen des Vorkommens von Lebensräumen sowie Tier- und Pflanzenarten, die nach der von den Mitgliedstaaten der Europäischen Union beschlossenen Fauna-Flora-Habitat-Richtlinie als von gemeinschaftlicher Bedeutung gelten, wurde der Bereich zu einem Bestandteil des europaweiten Schutzgebietssystems Natura 2000. Mit der Ausweisung war auch die Verpflichtung verbunden, die für einen günstigen Erhaltungszustand der Lebensraumtypen und Arten erforderlichen Schutz- und Entwicklungsmaßnahmen langfristig zu gewährleisten. Als eine Besonderheit angesehen wird das in das FFH-Gebiet integrierte Naturschutzgebiet „Feuchtwiesen bei Lüderbach“, mit seinem Komplex aus Röhrichten und Großseggenrieden.

## Lage

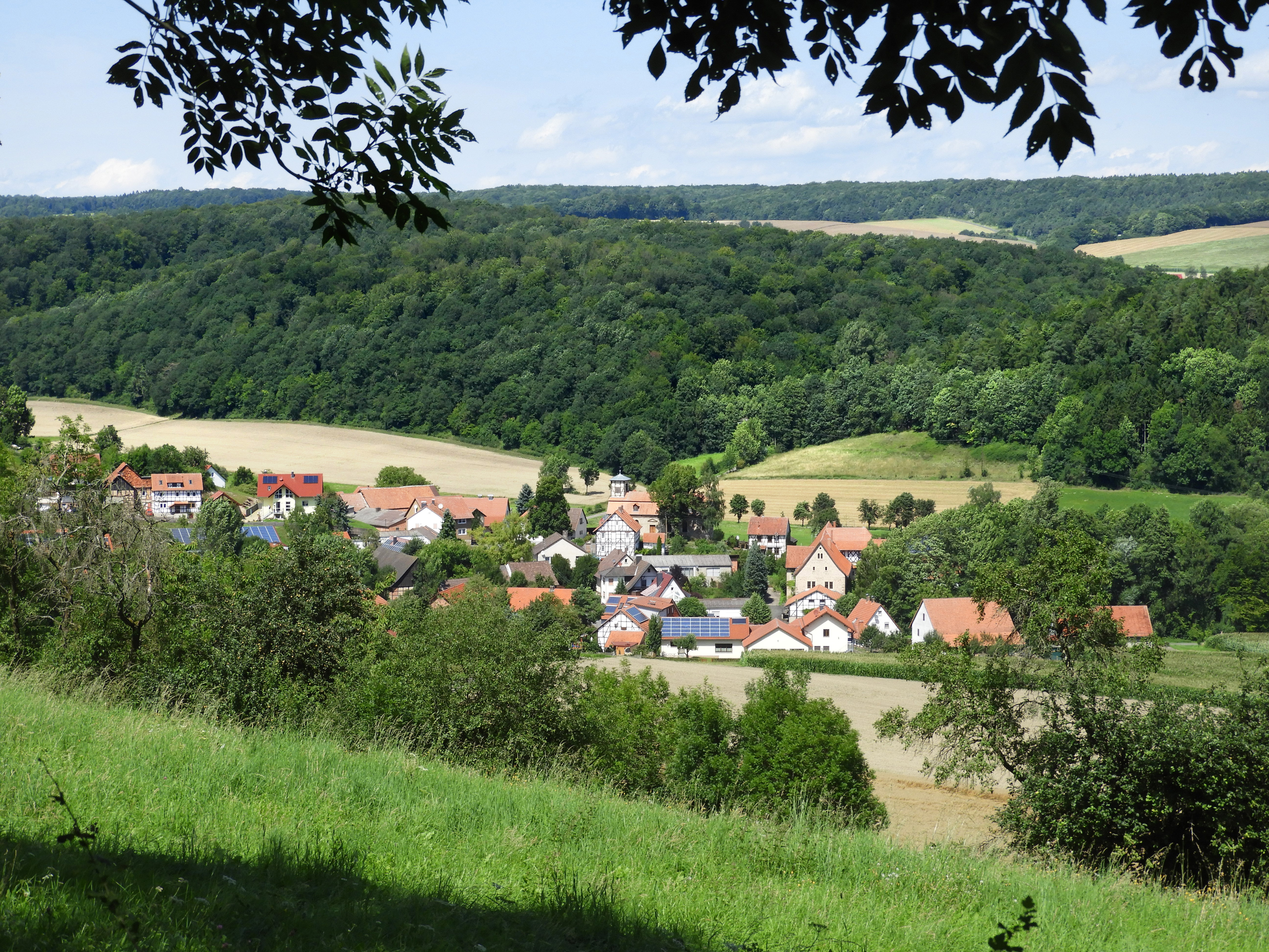
Blick aus Süden auf Lüderbach und den Höhenzug mit Eichen- und Weinberg.

Das FFH-Gebiet liegt in den Gemarkungen der Ortsteile Netra, Rittmannshausen und Lüderbach der Gemeinde Ringgau im nordhessischen Werra-Meißner-Kreis. Zu dem geschützten Bereich gehören der Eichenberg im Westen, der Weinberg im Osten und die Waldgebiete des Liebersberges im Südwesten sowie die mit Röhricht bewachsenen Feuchtwiesenbereiche und die daran angrenzenden landwirtschaftlichen Flächen im Nordosten.
Das Gebiet befindet sich in der lang gestreckten „Netra-Ifta-Talung“, einem tektonischen Grabenbruch, der den Ringgau in seinem Zentrum durchschneidet und ihn in einen südlichen und nördlichen Bereich teilt. Der Südliche Ringgau, zu dem auch der äußere Bereich des FFH-Gebiets gehört, ist eine nahezu waldfreie, ackerbaulich genutzte, wellig gegliederte Hochfläche. Lediglich an dem steileren Südrand und im Übergangsbereich zur Buntsandsteinbasis wachsen Wälder. Dagegen ist der Nördliche Ringgau, der aus härteren Schichten des unteren Muschelkalks gebildet wird, in seinem hessischen Teil fast geschlossen bewaldet. Der Ringgau gehört zu den westlichen Ausläufern der Muschelkalkplatten, die das Thüringer Becken umranden und wurde einst von der Werra von seinem ursprünglichen Gesteinsverband getrennt. Naturräumlich wird er der Haupteinheit der „Nordwestlichen Randplatte des Thüringer Beckens“ zugeordnet.
Die größten Erhebungen erreichen mit einer Höhe von 388,9 m der Eichenberg und mit 348,6 m der Weinberg. Der mit 396,2 m am höchsten gelegene Bereich des geschützten Gebiets befindet sich jedoch im südwestlichen Teil, am nordwestlichen Hang des Liebersbergs. Der mit rund 280 m tiefste Punkt liegt im Südosten, in der Nähe der Kreisstraße 17.

## Boden

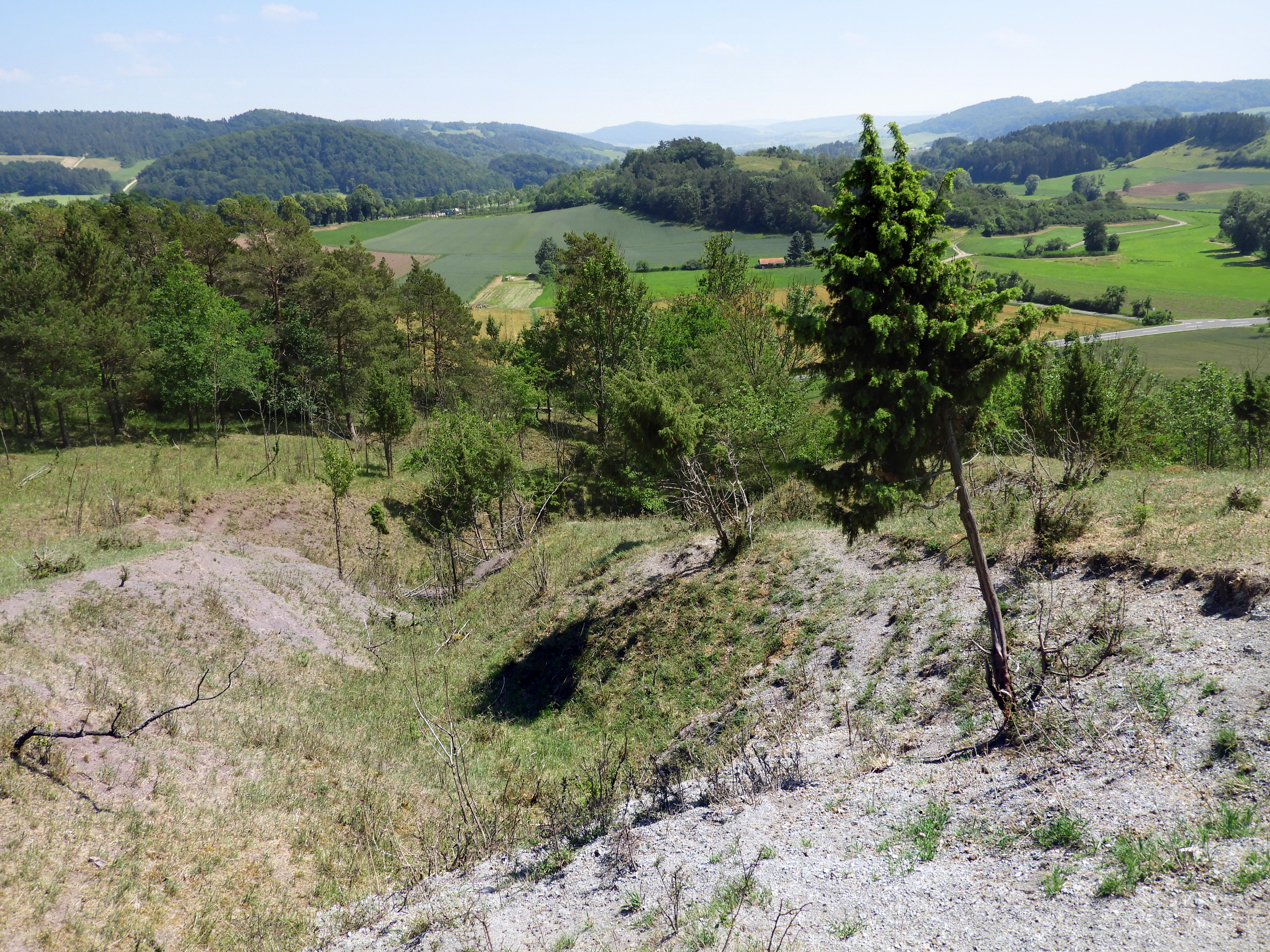
Charakteristische Elemente im Keuper sind Erosionsrinnen, wie hier an der Ostseite des Weinbergs.

Die Netra-Ifta-Talung wird als ein rund ein Kilometer breites, gerades Tal im Muschelkalk mit muldenförmigen, teilweise hügeligen Keupergrund beschrieben, das die Muschelkalkplatte des Ringgaus, von dem thüringischen Creuzburg im Werratal aus, in 200 bis 300 m Höhe auf 13 km Länge durchzieht und dabei spaltet. Inmitten der Talung verläuft im Bereich des Schutzgebiets die Wasserscheide, von der aus die Quellbäche der Netra in nordwestliche Richtung zur Sontra und die der Ifta nach Südosten zur Werra fließen. Hier bilden die Gesteine des Oberen Keupers den bewaldeten Höhenrücken mit Eichen- und Weinberg. Im Senkengrund findet sich Mittlerer und Unterer Keuper, deren Mergel fruchtbare Ackerböden liefern. Der südwestliche Teil des FFH-Gebiets, der zum Teil zum Naturraum „Südlicher Ringgau“ gehört, wird aus Schichten des Mittleren und Unteren Keupers sowie aus Schichten des Mittleren und Oberen Muschelkalks gebildet.

## Lebensräume
Die Grunddatenerhebung aus dem Jahr 2007 ergab, dass in dem Schutzgebiet sieben Lebensraumtypen (LRT) vorkommen. Als besonders bedeutsam wird die Vielfalt des Waldes mit fünf verschiedenen Lebensraumtypen gewertet, obwohl artenreiche ältere Eichen-Hainbuchenwälder dominieren, die mit einer kleinen Ausnahme, keinem Typ zugewiesen werden können.

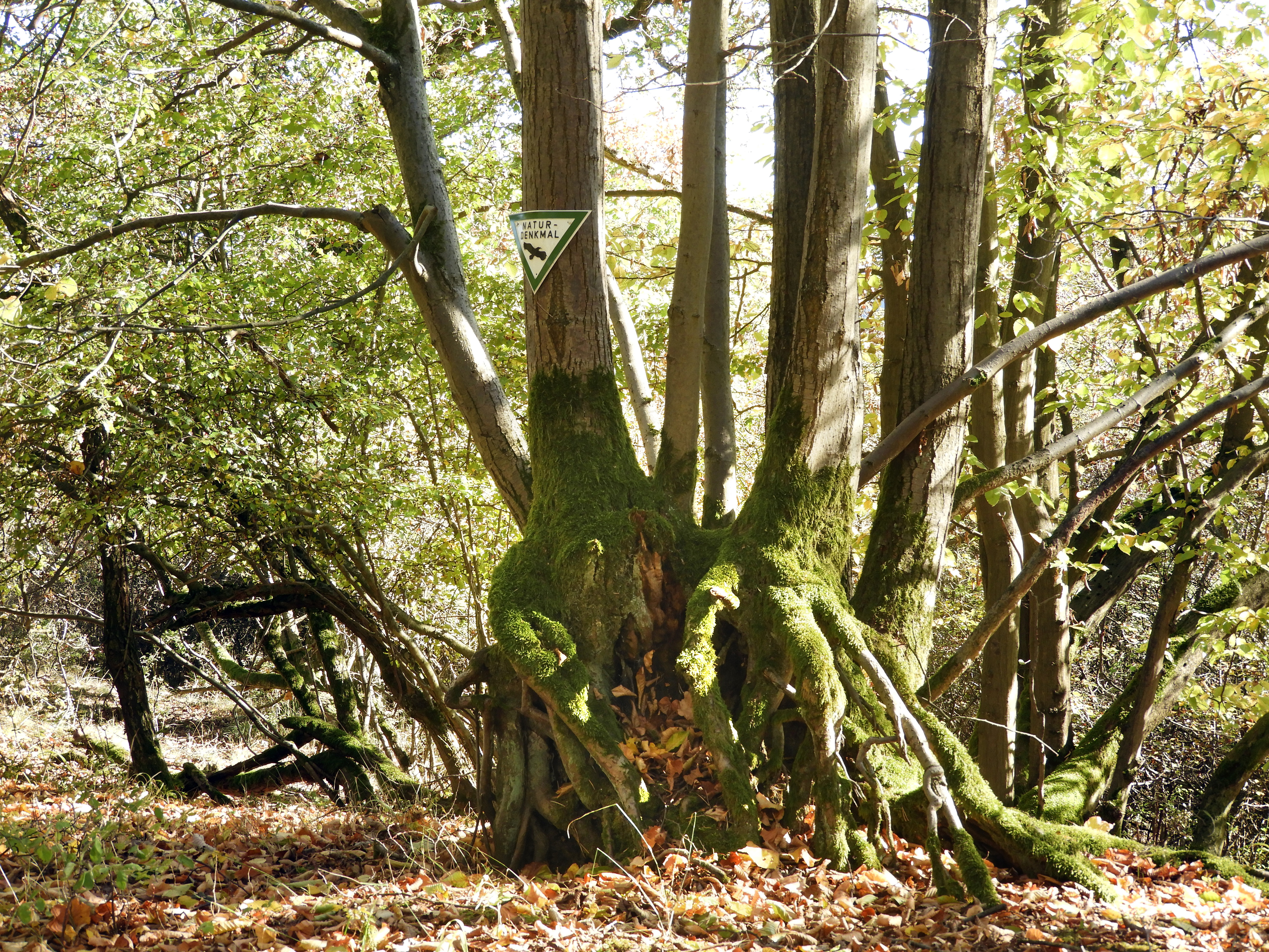
Geschützte Linde auf der Kuppe des Weinbergs.

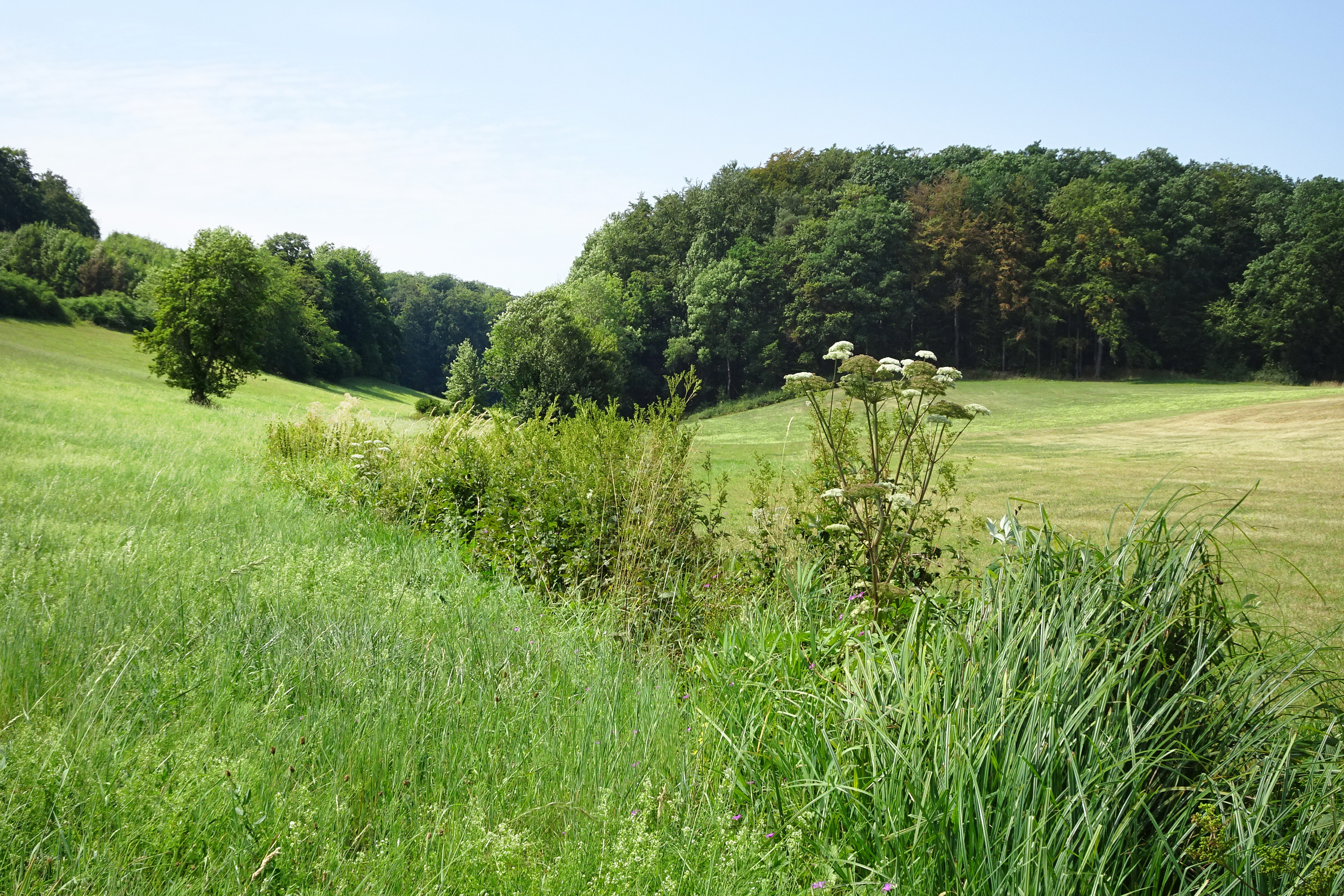
Der Seegelbach im südwestlichen Teil des FFH-Gebiets.

- Hainsimsen-Buchenwald (LRT 9110). - Dieser Waldtyp wächst auf rund 7,7 Hektar nur am Eichenberg. Charakteristisch gegenüber dem Waldmeister-Buchenwald sind die Vorkommen von Draht-Schmiele und Heidelbeere.
- Waldmeister-Buchenwald (LRT 9130). - Im FFH-Gebiet ist er mit 32,4 Hektar der umfangreichste Lebensraumtyp und kommt mit größeren Flächen im südwestlichen Teil und auf dem Eichenberg vor. Am Weinberg sind in Plateaulage kleinere Bestände anzutreffen. Er ist nicht nur auf dem Oberen Keuper ausgebildet, sondern auch auf anderen geologischen Schichten wie Mittlerem Keuper und Muschelkalk. Arten wie Wald-Segge, Waldmeister, Gewöhnliche Goldnessel, Waldgerste, Einblütiges Perlgras und Wald-Bingelkraut grenzen ihn von anderen Waldtypen ab. Als eine Besonderheit wird das Vorkommen des Fichtenspargels am Nordrand des Weinbergs angesehen.
- Mitteleuropäischer Orchideen-Kalk-Buchenwald (LRT 9150). - Die Bestände liegen auf einer Fläche von 0,7 Hektar im Bereich des Oberen Muschelkalkes, an einem schwach geneigten Südhang des Liebersberges.
- Subatlantischer oder mitteleuropäischer Stieleichenwald oder Hainbuchenwald (LRT 9160). - Der Waldtyp kommt nur kleinflächig mit 0,2 Hektar vor. Er befindet sich im südwestlichen Teil und besiedelt hier eine quellige, von einem Rinnsal durchzogenen Fläche.
- Auenwälder (LRT *91E0). - Dieser Lebensraumtyp wurde als prioritär eingestuft, was heißt, dass er vom Verschwinden bedroht ist und dass eine besondere Verantwortung für seine Erhaltung besteht. Im FFH-Gebiet tritt er mit kleinen Beständen und einer Gesamtfläche von rund 0,9 Hektar auf. Die Baumschicht wird von der Schwarz-Erle dominiert, vereinzelt kommen auch Gewöhnliche Esche und Eberesche vor.
- Halbtrockenrasen (LRT 6212). - „Naturnahe Kalk-Halbtrockenrasen und deren Verbuschungsstadien“ (LRT 6210) sind im FFH-Gebiet mit dem Subtyp „Submediterrane Halbtrockenrasen (Mesobromion)“ (LRT 6212) vertreten, der pflanzensoziologisch dem Enzian-Schillergrasrasen zugeordnet wird. Am West- und Südhang des Eichenbergs sowie am Osthang des Weinbergs nimmt er Flächen von insgesamt 2,4 Hektar ein, die teilweise brachliegen oder unterbeweidet sind. Sie werden durch Verbuschung beeinträchtigt und gelten als nicht mehr sehr artenreich. Wertsteigernd wirken sich die Tagfalterarten und auch die Heuschreckenarten aus.
- Natürliche eutrophe Seen (LRT 3150). - Es handelt sich hier um einen Teich, der in den 1980er Jahren angelegt wurde und der sich auf einer Fläche von rund 810 Quadratmetern in dem Bereich des Naturschutzgebiets befindet. Die Vegetation wird in die Gattung der Laichkraut- und Schwimmblattgesellschaften eingeordnet. An seinen Ufern wächst Schilfrohr, das einen schmalen Röhrichtgürtel bildet.[3][5]

## Fauna
Nach avifaunistischen Erfassungen Mitte der 2000er Jahre für eine Brutvogelatlaskartierung der Hessischen Gesellschaft für Ornithologie und Naturschutz (HGON) brüten in diesem Bereich jährlich rund sechzig Vogelarten. Zu ihnen gehören die im Anhang I der Vogelschutzrichtlinie aufgeführten Grau-, Schwarz- und Mittelspecht, Neuntöter, Rotmilan und Wespenbussard, die aufgrund geringer Bestände, kleiner Verbreitungsgebiete oder wegen ihrer speziellen Habitatsansprüche als vom Aussterben bedroht angesehen werden. Als weitere bemerkenswerte Brutvögel im FFH-Gebiet, die als gefährdet oder stark gefährdet gelten, kartierte die HGON unter anderen Baumpieper, Bluthänfling, Feldlerche, Feldschwirl, Trauerschnäpper und Turteltaube.

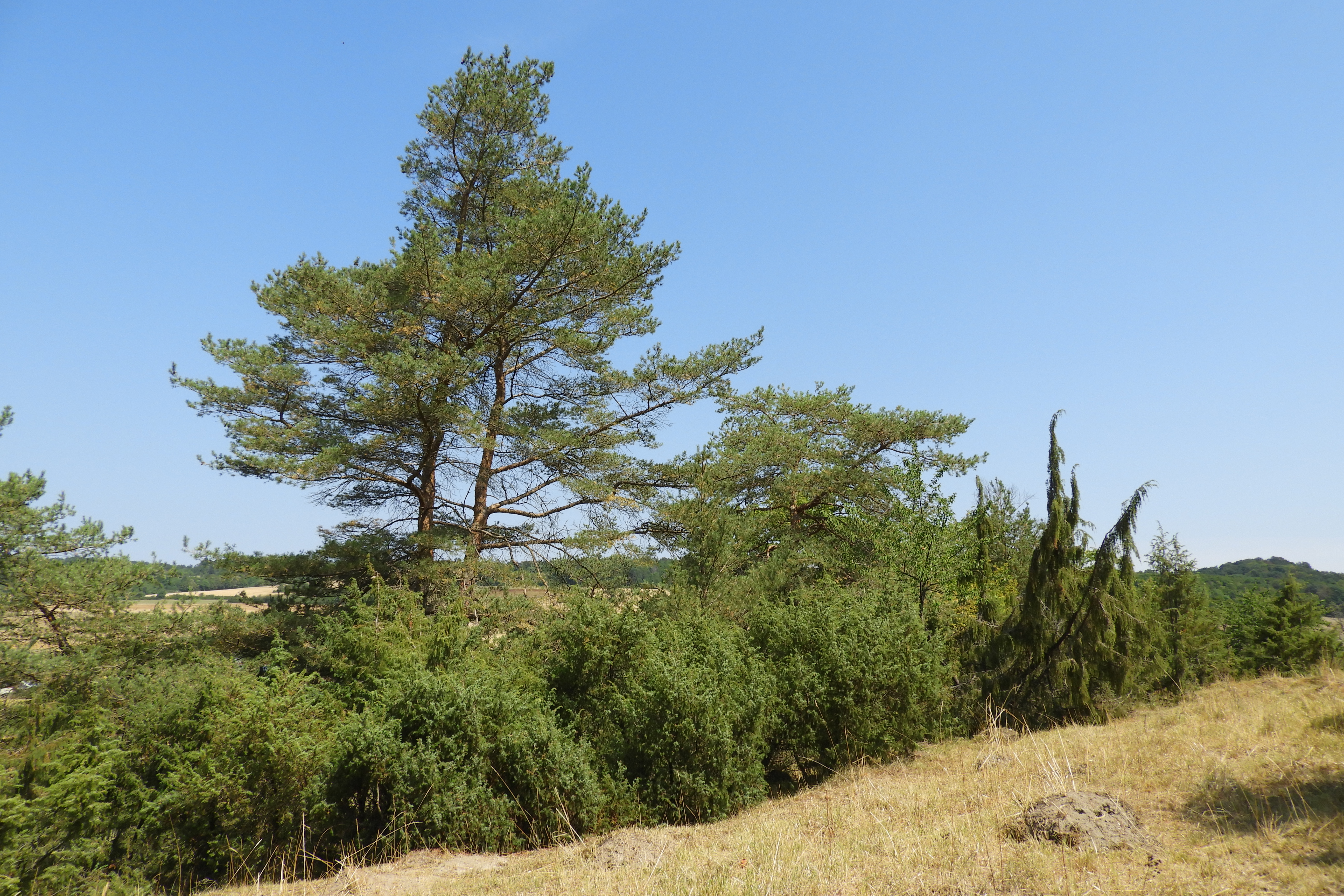
Kalk-Halbtrockenrasen am Westhang des Eichenbergs.

Eine Vielzahl von Schmetterlingen und Widderchen nutzt das räumliche Nebeneinander von Halbtrockenrasen und Gehölzen, das ihnen Nahrung und Lebensraum bietet. Im Rahmen der Grunddatenerfassung wurden im Jahr 2007 auf Flächen der Kalk-Halbtrockenrasen Transekte eingerichtet, um das Vorkommen an wertgebenden Tagfaltern und Widderchen zu untersuchen. Hier gelangen Beobachtungen von Graubindigem und Rundaugen-Mohrenfalter, Baldrian-Scheckenfalter, Kleinem Eisvogel, Komma- und Roter Würfel-Dickkopffalter, die nach der „Roten Liste der Tagfalter Hessens“ zu den stark gefährdeten Arten gehören, sowie der gefährdeten Schmetterlinge Brauner Feuerfalter, Goldene Acht, Zwerg-Bläuling, Schlüsselblumen-Würfelfalter, Brauner Feuerfalter und Ehrenpreis-Scheckenfalter.
Zu weiteren seltenen und gefährdeten Arten, die an den Beobachtungstagen gesehen wurden, gehörten auch der Nachtfalter Schönbär, Thymian- und Sechsfleck-Widderchen, die Laubheuschrecken Zweifarbige und Kurzflügelige Beißschrecke, die Feldheuschrecken Rote Keulenschrecke und Heidegrashüpfer sowie die Bergsingzikade. Insgesamt konnten 25 wertgebende Tagfalter- und zwei Widderchenarten erfasst werden. Viele von ihnen werden in den Roten Listen Hessens oder Deutschlands in die Kategorie 3 oder höher eingestuft. Der Artenreichtum wurde hauptsächlich durch die Kalk-Halbtrockenrasen erreicht, die aus Sicht des Falterschutzes als hochwertig gelten. Nach Ansicht der Wissenschaftler, die die Erhebungen durchführten, spiegelt die hohe Anzahl der gefundenen Arten die tier- und pflanzengeografische Bedeutung des Gebietes wider.

## Unterschutzstellung

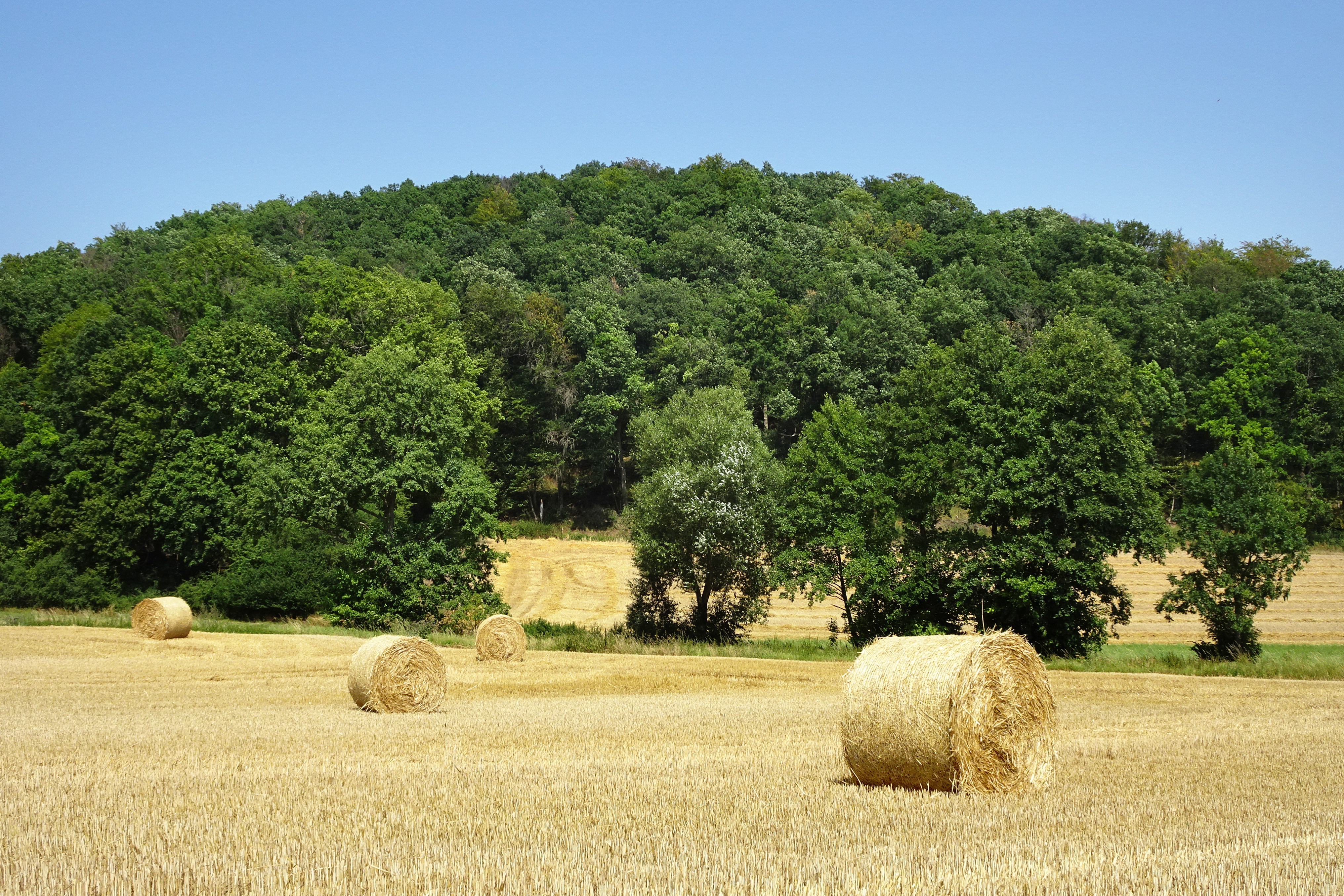
Partie von der Südseite des Eichenbergs.

Anfang der 2000er Jahre wurde der Bereich nach den Vorgaben der Europäischen Vogelschutzrichtlinie und der Fauna-Flora-Habitat-Richtlinie der Europäischen Union vom Land Hessen für das Schutzgebietsnetz Natura 2000 vorgeschlagen. Natura 2000 hat zum Ziel, die biologische Vielfalt zu bewahren oder wiederherzustellen. Das Meldeverfahren endete im Jahr 2004. Neben dem Gebietsmanagement und dem damit verbundenen Monitoring forderte die EU eine förmliche Schutzerklärung der Natura 2000-Gebiete, die im Januar 2008 mit der „Verordnung über Natura 2000-Gebiete in Hessen“ erfolgte. Verpflichtende Schutzzwecke sind für die Trockenrasenflächen die Erhaltung des Offenlandcharakters der Standorte sowie die Erhaltung der „Nährstoffarmut begünstigenden Bewirtschaftung“. Für die verschiedenen heimischen Laubwaldgesellschaften wurde die Erhaltung der naturnahen und strukturreichen Bestände mit stehendem und liegendem Totholz, Höhlenbäumen und lebensraumtypischen Baumarten in ihren verschiedenen Entwicklungsstufen und Altersphasen vorgeschrieben. Das 42,55 Hektar große FFH-Gebiet hat die Gebietsnummer 4926-304 und den WDPA-Code 555520291.

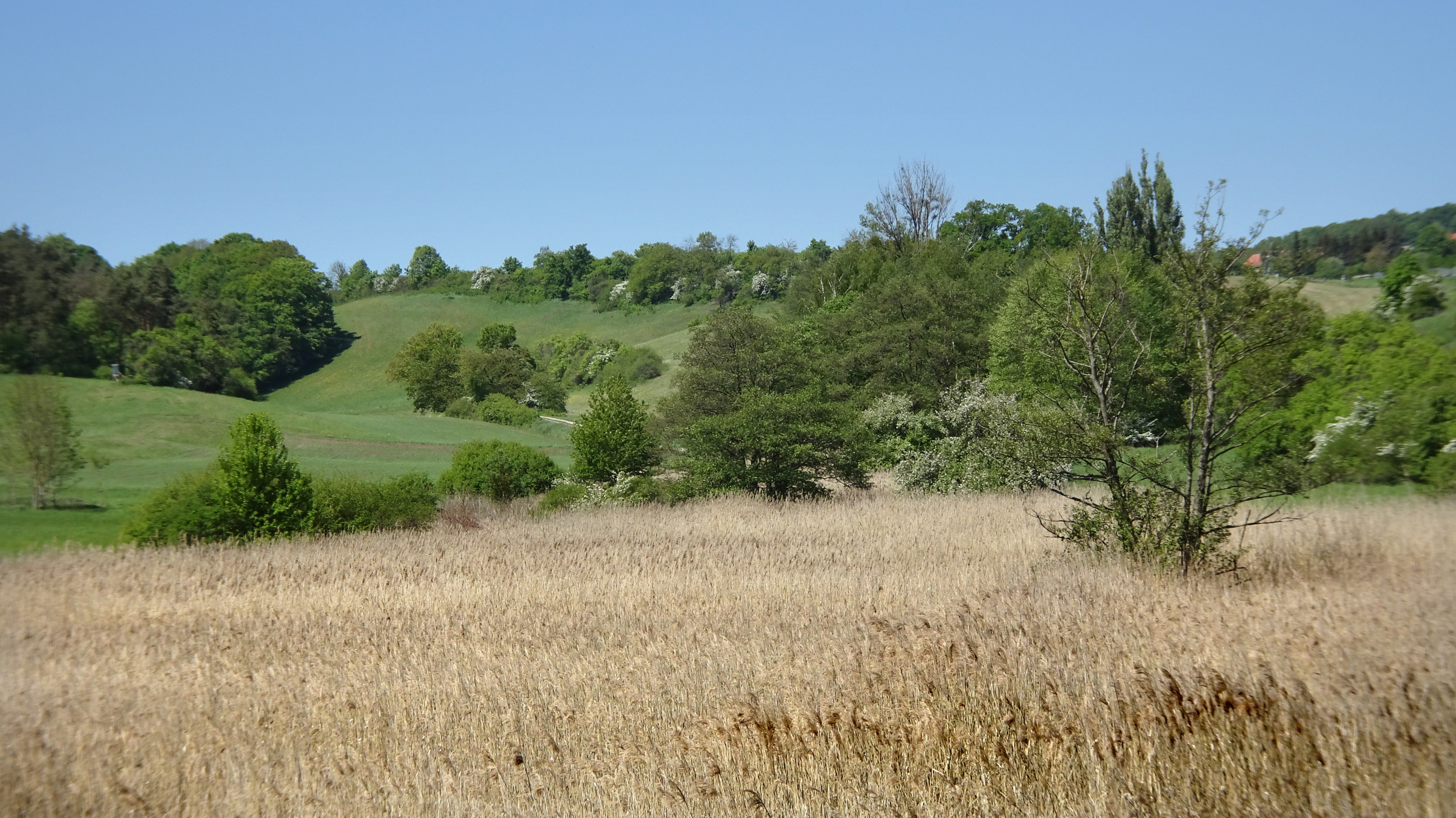
Naturschutzgebiet „Feuchtwiesen bei Lüderbach“.

Rund elf Hektar der Wiesenflächen im Nordosten wurden bereits 1990 als künftiges Naturschutzgebiet einstweilig sichergestellt. Die förmliche Ausweisung erfolgte mit der Verordnung vom 19. Juni 1995 des Regierungspräsidiums Kassel. Zweck der Unterschutzstellung war es, „die in der Tallage gelegenen Feuchtwiesen, Röhricht- und Riedbestände, den Bachlauf mit der Teichanlage und den umgebenden landwirtschaftlich genutzten Flächen sowie die auf der Bergkuppe gelegenen trockenen Waldbestände zu schützen, um den hier vorkommenden seltenen Tier- und Pflanzenarten einen Lebensraum zu erhalten und diesen durch eine extensive Grünlandwirtschaft, eine naturgemäße Waldwirtschaft und weitere Pflegemaßnahmen zu entwickeln.“ Das vollständig im FFH-Gebiet liegende Naturschutzgebiet „Feuchtwiesen bei Lüderbach“ besitzt heute eine Größe von 41,7 Hektar, hat die nationale Kennung 1636027 und den WDPA-Code 163082.

## Touristische Erschließung
Das FFH-Gebiet kann über vorhandene Wirtschaftswege begangen werden. Zu den Fernwanderwegen, die den geschützten Bereich durchqueren, gehören der „Werra-Burgen-Steig Hessen X5H“ sowie der „Elisabethpfad“ und ein „Weg der Jakobspilger“. Auch führt der „Herkules-Wartburg-Radwanderweg“ auf seiner Route von Kassel nach Eisenach durch das Gebiet. Ein Wanderparkplatz besteht beim Sportplatz in Lüderbach, unterhalb des Einschnitts zwischen Eichen- und Weinberg. Ruhebänke sind vorhanden und Schautafeln informieren über die Besonderheiten der Region. Hier ist auch einer der möglichen Startpunkte für den mit dem Deutschen Wandersiegel ausgezeichneten Premiumwanderweg P 21 „Point India“. Namensgeber des vierzehn Kilometer langen Rundwegs ist der Aussichtsturm „Point India“, Relikt eines großen US-Militärstützpunktes.